# Ensemble Discantus
Discantus è un gruppo vocale femminile francese costituito nel 1990 e specializzato nell'esecuzione di musica medievale a cappella.

## Il gruppo
L'ensemble Discantus venne fondato da Brigitte Lesne ed è composto da cinque o dieci voci femminili che eseguono musiche cantando a cappella.
Il gruppo esegue un repertorio di musica sacra che va dal primo canto gregoriano (fine del IX secolo) fino all'inizio della musica rinascimentale. Il repertorio comprende prevalentemente opere di compositori dell'ars antiqua e della Scuola di Notre Dame.

## Componenti
- Catherine Sergent
- Lucie Jolivet
- Hélène Decarpignies
- Anne Guidet
- Anne Delafosse-Quentin
- Brigitte Le Baron
- Caroline Magalhaes
- Catherine Schroeder
- Christel Boiron
- Emmanuelle Gal
- Nicole Jolliet
- Kyung Hee Han
- Anne Marteyn
- Birute Liuoryte.

## Discografia
- 1992 - Codex Las Huelgas. 13th Century Sacred Spanish Music (Opus 111, OPS 30-68)
- 1994 - Campus Stellae, Saint-Martial de Limoges. Saint-Jacques de Compostelle, 12e siècle (Opus 111, OPS 30-102)
- 1995 - Eya mater. Chant grégorien. Polyphonies des XIe-XIIe siècles (Opus 111, OPS 30-143)
- 1996 - Dame de flors. Ecole Notre Dame XIe-XIIe siècles (Opus 111, OPS 30-175)
- 1998 - Hortus deliciarum. Hildegard von Bingen. Herrade de Landsberg (Opus 111, OPS 30-220; riedizione OPS 30-390)
- 2000 - Jerusalem. Chant grégorien et premières polyphonies du Ve au XIIIe siècle (Opus 111, OPS 30-291)
- 2001 - Quem quæritis ?. Drames liturgiques au Moyen Age (Opus 111, OPS 3026)
- 2001 - Eya pueri !. Chants de noël des XIIe et XIIIe siècles (Opus 111, OPS 30-207)
- 2002 - Sur la terre comme au ciel. Un jardin au Moyen-Âge, con Alla Francesca (Jade, 198 796-2)
- 2003 - Compostelle. Le chant de l'étoile (Jade, 301 654 2)
- 2004 - Mare nostrum. Chant grégorien, troubadours et motets en Languedoc Roussillon (Jade, 301 685 2)
- 2006 - Universi populi. Chants sacrés à Prague du XIIe au XVe siècle (Zig-Zag Territoires, ZZT 060601)